# Niccolò Paganini
Niccolò Paganini (pronunciación en italiano: /ni(k)koˈlɔ ppaɡaˈniːni/ (escucharⓘ); Génova, 27 de octubre de 1782-Niza, 27 de mayo de 1840) fue un compositor y violinista italiano. Es considerado uno de los arquetipos del virtuosismo del violín y uno de los máximos representantes del movimiento instrumental del Romanticismo. Contribuyó con sus aportaciones al desarrollo de la «técnica moderna del violín». Los 24 caprichos para violín son una de sus obras más conocidas y han servido de inspiración a numerosos compositores. Además del violín compuso música para mandolina, guitarra, viola y fagot. Destacan sus duetos para violín y guitarra y sus composiciones para cuarteto de cuerdas.

## Biografía
Nació en Génova, donde estudió con músicos locales. Sus padres fueron Antonio Paganini y Teresa Bocciardo. Empezó a estudiar la mandolina con su padre a los cinco años. A los siete años comenzó a tocar el violín. Hizo su primera aparición pública a los nueve años y realizó una gira por varias ciudades de Lombardía a los trece. No obstante, hasta 1813 no se le consideró un virtuoso del violín. Tuvo como maestros a Giovanni Servetto y Alessandro Rolla. Con dieciséis años era ya conocido, pero no digirió bien el éxito y se emborrachaba continuamente. Una dama desconocida lo salvó de esa vida licenciosa para llevarlo a su villa donde aprendió a tocar la guitarra y el piano.[cita requerida]
En 1801 compuso más de veinte obras en las que combina la guitarra con otros instrumentos. De 1805 a 1813 fue director musical[cita requerida] en la corte de Elisa Bonaparte, Maria Anna Elisa Bacciocchi, princesa de Lucca y Piombino, y hermana de Napoleón Bonaparte.
En 1813 abandonó Lucca y comenzó a hacer giras por Italia, donde su forma de interpretar atrajo la atención de quienes le escuchaban. En 1828 fue a Viena, más tarde a París y en 1831 a Londres. En París conoció al pianista y compositor húngaro Franz Liszt, quien, fascinado por su técnica, desarrolló un correlato al piano inspirado en lo que Paganini había hecho con el violín. En 1833 en la ciudad de París le encargó a Héctor Berlioz un concierto para viola y orquesta; el compositor francés realizó Harold en Italia, pero Paganini nunca la interpretó; al parecer no estuvo conforme con los primeros avances de la composición. Sin embargo,  sí asistió al estreno, y se arrepintió de no haber participado como solista. Berlioz narra lo sucedido: 
“El concierto terminó y yo estaba exhausto y sudoroso, temblando de excitación todavía, cuando Paganini, seguido por su hijo Aquiles, subió al escenario gesticulando violentamente, había perdido completamente su voz, por la enfermedad que finalmente lo mató, y como nadie podía entender sus gestos, le hizo una seña a su hijo, que subió a una silla, puso el oído en la boca de su padre y escuchó atentamente. Aquiles bajó de la silla y volteando hacia mí, me dijo: Mi padre desea asegurarle, señor, que nunca en su vida ha estado más poderosamente impresionado en un concierto, que lo ha usted conmovido y que, si no se contuviera, se inclinaría ante usted para agradecerle esta música”  Paganini renunció a las giras en 1834.
Fue además tutor del violinista italiano Antonio Bazzini, a quien motivó para que iniciara su carrera como concertista. Su técnica asombraba tanto al público de la época que llegaron a pensar que existía algún influjo diabólico sobre él, porque a su vez, su apariencia se notaba algo extraña, y sus adelantos musicales eran una verdadera obra de arte. Se decía que en la mayoría de sus apuntes aparecía una nota extraña la cual decía "nota 13". Podía interpretar obras de gran dificultad únicamente con una de las cuatro cuerdas del violín (retirando primero las otras tres, de manera que estas no se rompieran durante su actuación), y continuar tocando a dos o tres voces, de forma que parecían varios los violines que sonaban. Además en la mayoría de sus espectáculos usaba la improvisación. Esto indica lo cercano que estaba su arte al mundo del espectáculo. Sus obras incluyen 24 caprichos para violín (1802-1817), seis conciertos y varias sonatas. Además creó numerosas obras en las que involucraba de alguna manera a la guitarra, exactamente 200 piezas.[cita requerida]
Llegó a poseer cinco violines, dos Stradivarius, dos Amati y un Guarnerius (su violín favorito) llamado Il Cannone.[cita requerida]
Su salud se fue deteriorando a causa de una tuberculosis diagnosticada en 1819. En los años 1834 y 1840 padeció dos fuertes episodios de hemoptisis, siendo el segundo el que precipitó su muerte. Durante el avance de la enfermedad, que pasó de sus pulmones a la laringe, padeció afonía crónica los dos últimos años de su vida. El músico además se medicaba con mercurio para tratar la sífilis que también padecía.[cita requerida]
En 1836, Paganini regresó a París para montar un casino, la empresa fue un fracaso que lo dejó en la ruina; debió subastar sus efectos personales, incluidos sus instrumentos musicales, para recuperar sus pérdidas. En la Navidad de 1838, partió de París hacia Marsella y, tras una breve estancia, viajó a Niza donde su estado de salud empeoró. En mayo de 1840, el obispo de Niza envió a Paganini un párroco local para que recibiera los últimos sacramentos, el músico consideró que era algo prematuro y se negó. Una semana después, el 27 de mayo de 1840, en la casa del presidente del Senado, Paganini sufrió una hemorragia interna y murió antes de que se pudiera llamar a un sacerdote.[cita requerida]
El obispo de Niza prohibió su entierro en tierra consagrada por su reputación de masón y no por su mentada asociación con el diablo, como se ha dicho. Su cuerpo fue embalsamado y almacenado en el sótano de la casa donde había fallecido. En 1853 fue enterrado en el cementerio de Gaione y después de cuatro años y un llamamiento al Papa, la Iglesia permitió que su cuerpo fuera transportado a Génova, pero no fue sepultado hasta 1876 en el cementerio de la Villetta (Cimitero della Villetta) de Parma. En 1893, el violinista checo František Ondříček convenció al nieto de Paganini, Attila, que le permitiera ver el cuerpo del violinista; después de este episodio, el cuerpo de Paganini fue finalmente enterrado en un nuevo cementerio en Parma en 1896.[cita requerida]

## Obra
Su técnica influyó notablemente en compositores posteriores como Franz Liszt, Johannes Brahms, Serguéi Rajmáninov, Boris Blacher, Andrew Lloyd Webber, George Rochberg, Witold Lutosławski, Robert Fripp e Yngwie Malmsteen entre otros. El virtuosismo de Paganini despertó, en sus tiempos, la idea de que el violinista había hecho un pacto con el diablo para el desarrollo de su técnica.[cita requerida]

## Estilo interpretativo

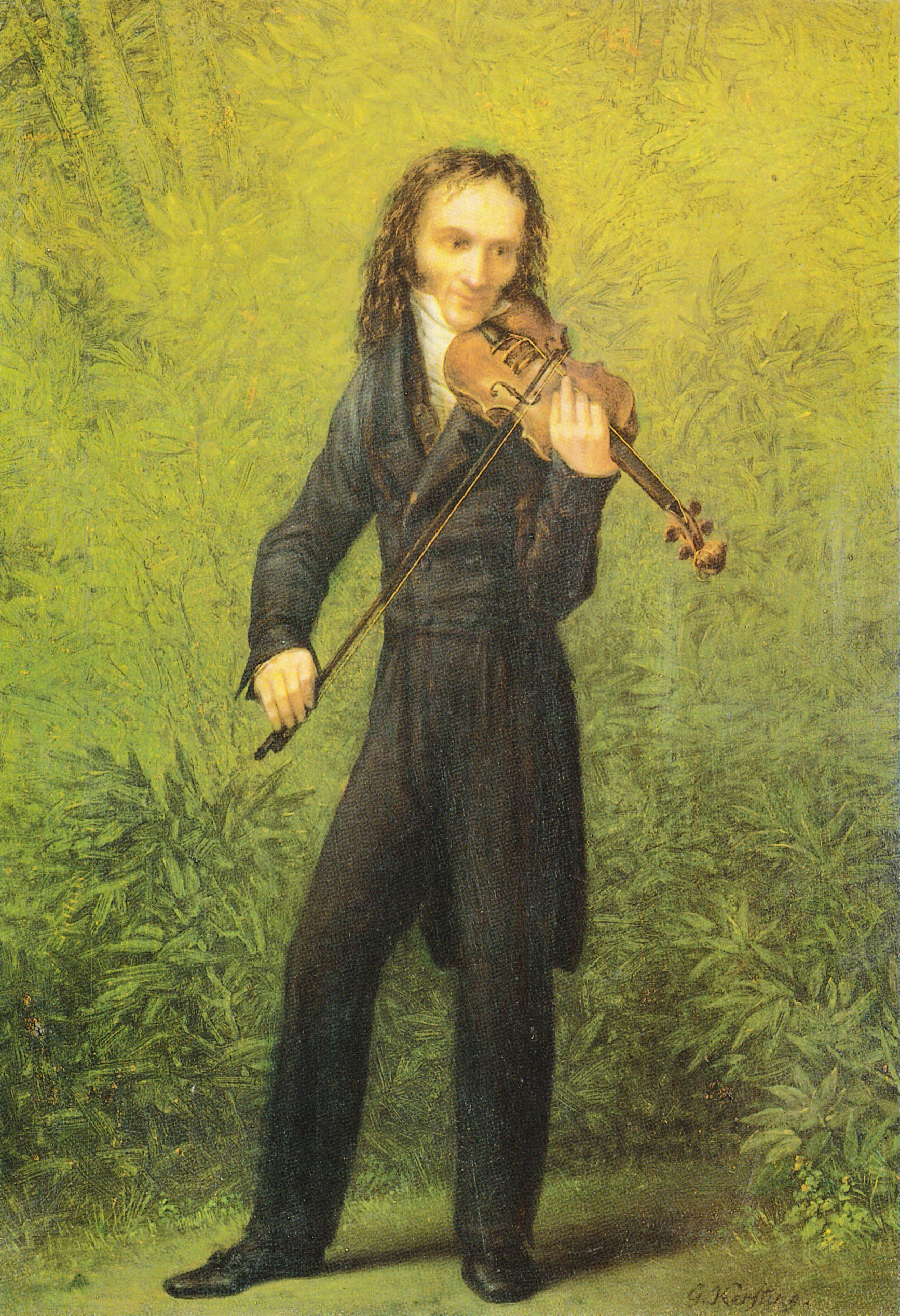
El cuadro de Georg Friedrich Kersting (1830-1831) muestra a Paganini tocando en un registro agudo.

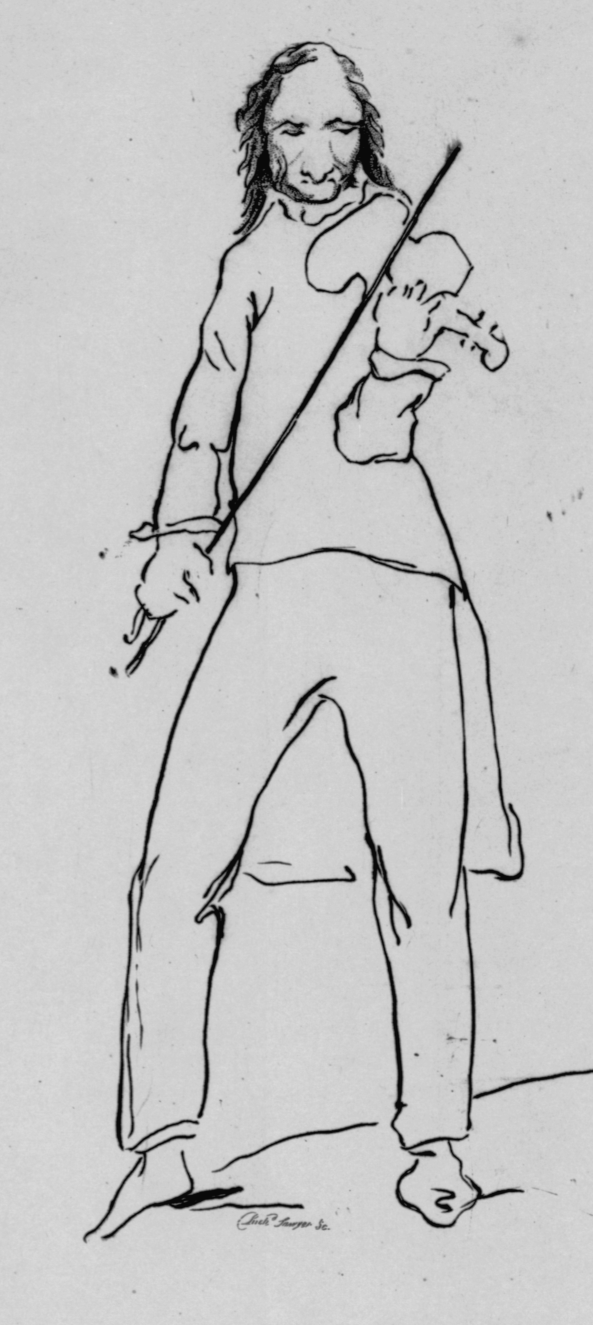
Paganini en postura típica para tocar, caricatura, Londres 1831.

Carl Guhr escribió en 1829 un tratado que trata sistemáticamente de la estética de la forma de tocar el violín de Paganini y de sus técnicas. Demuestra que la idiosincrasia de Paganini se basaba casi por completo en la forma tradicional de tocar el violín en Italia, especialmente en la de Giuseppe Tartini y Pietro Locatelli. Lo que le diferenciaba de esto era su uso excesivo de técnicas tradicionales particularmente difíciles y el aura de personalidad y genialidad que esto creaba en el escenario. Mucho antes de que Paganini viajara por Europa, sus habilidades podían adivinarse a partir de los 24 Capricci para violín solo, publicados en 1820 como opus 1 y dedicados a los «Artisti» con fines de estudio. Contienen casi todas sus exigencias técnicas típicas.
El tratado de Carl Guhr puede resumirse como sigue:
- Paganini encordó su violín con cuerdas más finas de lo habitual, entre otras cosas para facilitar la afinación, la respuesta de los registros más agudos y los armónicos, así como la mezcla del golpe de arco y el pizzicato de la mano izquierda. El puente era más plano.

- Adelantaba la pierna derecha, los brazos permanecían pegados al cuerpo, giraba el codo izquierdo hacia la derecha, sujetaba el violín bajo la barbilla sin soporte y se inclinaba hacia abajo. Esto le permitía una postura relajada y un movimiento libre de los dedos sobre el instrumento.

- Cuando tocaba exclusivamente en la cuerda de sol, se afinaba hasta si. En las piezas acompañadas por la orquesta en clave de si♭, el violín se afinaba un semitono más alto. Esto permitía al violín tocar los sostenidos y bemoles más sonoros, mientras que los instrumentos de cuerda acompañantes tocaban las tonalidades más apagadas de si♭, diferenciando así la parte solista de la orquesta.[5]

- El arco de Paganini era muy largo y casi recto en la tensión más alta, es decir, no se doblaba en ninguna dirección. La fuerte tensión favorecía el spiccato. A menudo acuchillaba los tiempos altos y enfatizaba los tiempos altos.[7]

- Dominó con gran virtuosismo la mezcla de arco y pizzicato con la mano izquierda, una técnica que ya había sido utilizada con frecuencia en la anterior escuela italiana de la época de Niccolò Mestrino. Entre otras cosas, la utilizaba para acompañar una melodía con arco en pizzicato polifónico. Las dobles cuerdas en pasajes largos era un efecto tonal especial. Era famoso por sus rápidas velocidades y una amplia gama de dinámicas, desde un tono casi jadeante hasta un fortissimo de gran alcance.[5]

El aspecto conmovedor, entusiasta y verdaderamente idiosincrásico de su forma de tocar de Paganini fluye de su naturaleza más íntima. Los sentimientos y sensaciones que desea suscitar en el seno afín son los suyos propios. En los tonos de sus melodías su vida está viva y despierta, siempre encontramos su yo, su individualidad. El dolor que sintió, el anhelo que impregna su ser, la pasión que acelera su pulso, todo fluye en su interpretación; [...] así Paganini es el artista que olvida el mundo que le rodea y reproduce en el sonido su propia vida, tal como fue surcada por el sufrimiento y suavizada por la alegría. Quien conoce su forma de tocar, también le conoce a él.

La valoración estética y la descripción técnica de Carl Guhr sobre la forma de tocar el violín de Paganini se ve confirmada por un informe del violinista y compositor Ole Bull, que fue uno de los primeros violinistas en tocar los Capricci de Paganini a una edad temprana.

## Legado e influencia

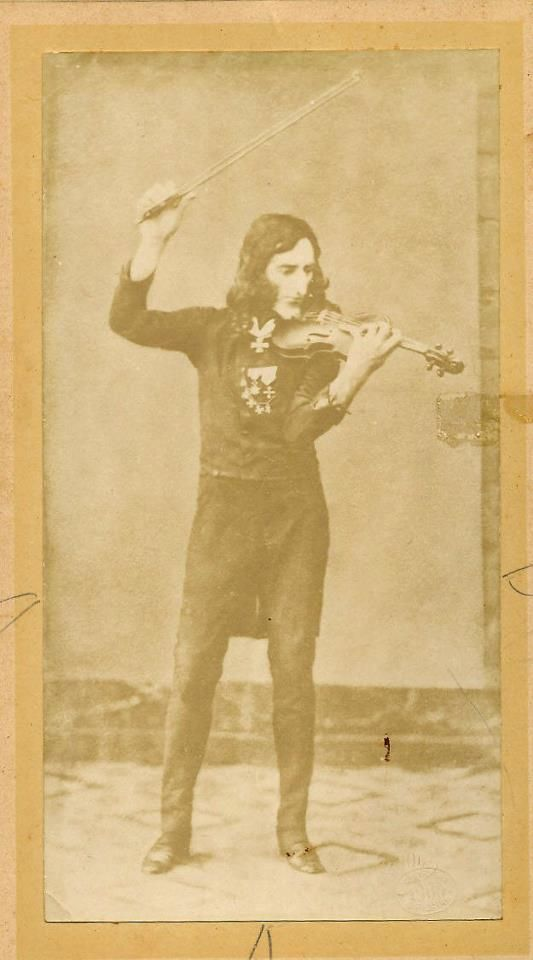
1900 Tarjeta del Gabinete Imperial del famoso daguerrotipo falso de Fiorini de Paganini.

### Tributos a su memoria
El Concurso Paganini (Premio Paganini) es un concurso internacional de violín creado en 1954 en su ciudad natal de Génova y nombrado en su honor.[cita requerida]
En 1972, el Estado de Italia compró una gran colección de manuscritos de Niccolò Paganini de la Biblioteca W. Heyer de Colonia. Se encuentran en la Biblioteca Casanatense en Roma.
En 1982 la ciudad de Génova encargó un catálogo temático de música de Paganini, editado por Maria Rosa Moretti y Anna Sorrento, de ahí la abreviatura "MS" asignada a sus obras catalogadas.
El planeta menor (2859) Paganini descubierto en 1978 por el astrónomo soviético Nikolai Chernykh lleva su nombre.

### Falso daguerrotipo de Fiorini
Aunque no se sabe que existan fotografías de Paganini, en 1900 el fabricante italiano de violines Giuseppe Fiorini creó el ahora famoso daguerrotipo falso del célebre violinista. De hecho, está tan bien hecho que incluso el gran autor clásico y conversador Arthur M. Abell fue inducido a creer que era verdadero, reimprimiendo la imagen en la edición del 22 de enero de 1901 del Musical Courier.

### En la cultura popular
Se ha mostrado a Niccolò Paganini biográficamente en varias producciones teatrales, cinematográficas y televisivas:
Paganini (1925) es una opereta de Paul Knepler y Bela Jenbach con música de Franz Lehár que tiene al propio virtuoso del violín como personaje protagonista y donde la partitura le rinde homenaje musical.[cita requerida]
Encrucijada (1986), dirigida por Walter Hill, trata de un estudiante de guitarra clásica (Ralph Macchio) que recorre el sur de Memphis con un “blues man” (Joe Seneca) en busca de una canción perdida escrita por Robert Johnson. Durante la trama se ve envuelto en un duelo de guitarra contra Jack Butler (caracterizado por Steve Vai); inicialmente pierde el duelo, por lo que se ve obligado a interpretar una variación del capricho 5 de Paganini para ganar.
Kinski Paganini (1989), también conocida como Paganini, es una película biográfica italiano-francesa de 1989 escrita, dirigida y protagonizada por Klaus Kinski. La historia se basa en la vida y carrera del compositor y virtuoso violinista. Fue la última película de Kinski antes de su muerte en 1991. Kinski escribió el guion con la intención de que fuera dirigida por su alter ego Werner Herzog. Herzog aceptó, siempre y cuando se reescribiera el guion, ya que lo consideraba incongruente. Kinski se negó y terminó dirigiéndola él mismo.[cita requerida]
Paganini Horror (1989), dirigida por Luigi Cozzi, trata de una banda de rock femenina que usa una infame y antigua partitura para grabar su nuevo álbum en una vieja mansión y abre accidentalmente un portal al infierno.[cita requerida]
El violinista del diablo (2013), dirigida por Bernard Rose y estelarizada por el violinista David Garrett. Basada en Londres, 1830. El famoso violinista y compositor Paganini corteja a la hija de su anfitrión, lo que provoca la furia del hombre que logró llevarlo a Inglaterra.[cita requerida]
Stewart Granger interpretó a Paganini en el retrato biográfico de 1946 The Magic Bow. Roxy Roth lo hizo en A Song to Remember (1945).[cita requerida]
En la miniserie soviética de 1982 Niccolo Paganini, el músico fue interpretado por el actor armenio Vladimir Msryan. La serie se centra en la relación de Paganini con la Iglesia católica. Otro actor soviético, Armen Dzhigarkhanyan, interpretó al archirrival ficticio de Paganini, un oficial jesuita insidioso. La información en la serie es generalmente espuria, y también juega con algunos de los mitos y leyendas rampantes durante la vida del músico. Una escena memorable muestra a los adversarios de Paganini saboteando su violín antes de una actuación de alto perfil, provocando que todas las cuerdas menos una se rompan durante el concierto. Paganini, sin inmutarse, continúa actuando con tres, con dos y finalmente con una sola cuerda. En realidad, el propio Paganini ocasionalmente rompía cuerdas durante sus actuaciones a propósito para poder mostrar aún más su virtuosismo. Hizo esto limando cuidadosamente muescas en ellos para debilitarlos, de modo que se rompieran cuando estuvieran en uso.
En la comedia satírica de Don Nigro Paganini (1995), el gran violinista busca en vano su salvación, afirmando que, sin saberlo, vendió su alma al Diablo. "Variación tras variación", exclama en un momento, "pero, ¿qué variación lleva a la salvación y cuál a la condenación? La música es una pregunta para la que no hay respuesta". Se retrata a Paganini matando a tres de sus amantes y hundiéndose repetidamente en la pobreza, la prisión y la bebida. Cada vez que es "rescatado" por el Diablo, que aparece en diferentes formas, devolviendo el violín de Paganini para que pueda seguir tocando. Al final, la salvación de Paganini, administrada por un relojero como un dios, resulta ser el encarcelamiento en una gran botella donde toca su música para la diversión del público por toda la eternidad. "No le tengas pena, querida", le dice el Relojero a Antonia, una de las esposas asesinadas de Paganini. "Él está solo con la respuesta para la cual no hay duda. Los salvos y los condenados son lo mismo".[cita requerida]